# Gyrinus dubius
Gyrinus dubius är en skalbaggsart som beskrevs av Wallis. Gyrinus dubius ingår i släktet Gyrinus och familjen virvelbaggar. Inga underarter finns listade i Catalogue of Life.